# Deutsche Vereinigung für Erbrecht und Vermögensnachfolge
Die Deutsche Vereinigung für Erbrecht und Vermögensnachfolge e. V. (DVEV) ist ein Zusammenschluss von schwerpunktmäßig im Erbrecht tätigen Berufsgruppen in Deutschland. Der Sitz des Vereins befindet sich in Angelbachtal bei Heidelberg.
Rechtsanwälte, Fachanwälte für Erbrecht und Notare stellen den größten Teil der mehr als 2000 Mitglieder, zu denen auch Steuerberater, Wirtschaftsprüfer, Sachverständige, Nachlasspfleger und Erbenermittler gehören. DVEV-Mitglieder gibt es auch in Belgien, Frankreich, Griechenland, Italien, Österreich, Schweiz, Spanien und den USA.

## Geschichte
Der Verein wurde im Jahr 1995 gegründet und richtete 1997 die DVEV erstmals das Deutsche Erbrecht-Symposium aus, das seitdem jährlich stattfindet. Im selben Jahr begannen auch die erbrechtlichen Fortbildungsveranstaltungen für DVEV-Mitglieder, die auch für Nichtmitglieder offen sind.
Die 2003 eingeführten Spezialisierungslehrgänge zu Erbrecht und Vermögensnachfolge ebneten den Weg zur geschützten Berufsbezeichnung Fachanwalt für Erbrecht. Der Titel wird seit 1. Juli 2005 von den Rechtsanwaltskammern gemäß der Fachanwaltsordnung verliehen. Seit 2005 führt die DVEV in Zusammenarbeit mit der Deutschen Anwaltakademie Lehrgänge für den Fachanwalt für Erbrecht durch.
Seit 2009 ist die DVEV mit den Schwestervereinen Deutsche Vermögensschutzgemeinschaft e. V. (DVSG) und Deutsche Interessengemeinschaft für Erbrecht und Vermögensvorsorge e. V. (DIGEV) im Verbund Erbrecht zusammengeschlossen.

## Ziele und Aufgaben
Gemäß ihrer Satzung fördert und unterstützt die DVEV ihre Mitglieder, Juristen, Steuerberater und verwandte Berufe, die auf dem Gebiet des Erbrechts und der Vermögensnachfolge tätig sind. Das geschieht z. B. durch die DVEV-Informationsschriften, einen E-Mail-Newsletter, Fortbildungsveranstaltungen und Fachlehrgänge sowie Kooperationen mit anderen Verbänden und Partnern aus der Wirtschaft. Die DVEV gibt Stellungnahmen zu Gesetzesinitiativen im Bereich Erbrecht ab und führt Umfragen durch, so 2006 die repräsentative Umfrage Erbrechtliche Vorsorge in Deutschland.
Gleichrangiges Vereinsziel ist die Information der Bevölkerung über die Themen Schenken, Erben und Vererben, Vorsorgevollmachten und Patientenverfügung.

## FAO-Fortbildungsveranstaltungen
- Deutsches Erbrecht-Symposium

Seit 1997 veranstaltet die DVEV jedes Jahr in Heidelberg das zweitägige Deutsche Erbrecht-Symposium. Diese Veranstaltung ist für Mitglieder und Nichtmitglieder der DVEV der Rahmen für Kontakte, fachlichen Austausch und Weiterbildung.
- Lehrgänge zum Fachanwalt für Erbrecht

Seit 2005 führt die DVEV in Zusammenarbeit mit der Deutschen Anwaltakademie und der Arbeitsgemeinschaft Erbrecht des Deutschen Anwaltvereins Lehrgänge für den Fachanwalt für Erbrecht durch. Für die Verleihung einer Fachanwaltsbezeichnung gemäß Fachanwaltsordnung (FAO) hat der Rechtsanwalt besondere praktische Erfahrungen und besondere theoretische Kenntnisse nachzuweisen. Die Lehrgänge der DVEV vermitteln theoretische Kenntnisse, die alle relevanten Bereiche des Erbrechts umfassen.
- Fortbildungen und Seminare

Seit 1997 bietet die DVEV Fortbildungen und Seminare an, die sowohl online als auch als Präsenzveranstaltung bundesweit an verschiedenen Standorten abgehalten werden. Themenschwerpunkte sind das Erbrecht und verwandte Rechtsbereiche. Im Hinblick auf die allgemeine Fortbildungspflicht für Notare und Fachanwälte für Erbrecht nach § 15 FAO wird eine Teilnahmebestätigung zur Vorlage bei der Notar- und Anwaltskammer oder Aufsichtsbehörde ausgestellt.

## Veröffentlichungen
- ZErb

Die monatlich im Zerb-Verlag erscheinende Zeitschrift für die Steuer- und Erbrechtspraxis (ZErb) ist die Mitgliederzeitschrift und informiert über aktuelle Entwicklungen im Erbrecht und Steuerrecht. Sie beinhaltet den Rechtsprechungsreport, das Praxisforum, eine Literaturecke, Musterformulare für die Praxis, Gestaltungshinweise und Checklisten.
- DVEV-Schriftenreihe

In Kooperation mit dem Zerb-Verlag ist die DVEV-Schriftenreihe entstanden. Von Erbrechtspraktikern für Erbrechtspraktiker verfasst, beinhaltet sie Abhandlungen und Handbücher um das Thema Erbrecht.
- Informationsbroschüren

Ratsuchenden bietet die DVEV Informationsbroschüren an, z. B. Erbrecht verständlich und Patientenverfügung/Vorsorgevollmacht/Betreuungsverfügung.

## DVEV-Ratgeber Erbrecht
Die DVEV verschickt mittels E-Mail einmal im Monat die Pressemitteilung DVEV-Ratgeber Erbrecht. Bundesweit wird die Presse über wichtige erbrechtliche Probleme sowie aktuelle höchstrichterliche Entscheidungen informiert.

## DVEV-UmfrageErbrechtliche Vorsorge in Deutschland
Untersuchungsziel der vom Institut Hommerich Forschung, Bergisch Gladbach, 2006 durchgeführten repräsentativen Bevölkerungsumfrage war das Verhalten der Bevölkerung der Bundesrepublik Deutschland zur erbrechtlichen Vorsorge.
Im Einzelnen befasst sich die Befragung mit den Themen Erstellung eines Testaments oder Erbvertrags, Inanspruchnahme von Rechtsberatung, Erstellung von Vorsorgevollmachten und Rechtsberatung dazu und der Bekanntheit der DVEV.

## Verbund Erbrecht
Die DVEV ist mit den Vereinen Deutsche Vermögensschutzgemeinschaft e. V. (DVSG) und Deutsche Interessengemeinschaft für Erbrecht und Vermögensvorsorge e. V. (DIGEV) im Verbund Erbrecht zusammengeschlossen. Über die Kooperation mit der Schwesterorganisation DVSG bieten die DVEV-Mitglieder ratsuchenden DVSG-Vereinsmitgliedern eine vergünstigte Erstberatung im Erbrecht an. Das Netzwerk der DIGEV ermöglicht DVEV-Mitgliedern eine Zusammenarbeit mit bundesweit wirkenden gemeinnützigen Organisationen.

## Partner
Die DVEV ist in Deutschland mit Partnern aus Wirtschaft und anderen Bereichen verbunden. Die Zusammenarbeit erstreckt sich auf die Vereinsziele der DVEV, die Unterstützung der Berufsgruppe der Juristen und verwandter Berufe sowie auf die Information der Bevölkerung über die Themen Schenken, Erben und Vererben, Vorsorgevollmachten und Patientenverfügung.